# Svrke (Peć)
Pour les articles homonymes, voir Svrke.
Sverkë en albanais et Svrke en serbe latin (en serbe cyrillique : Сврке) est une localité du Kosovo située dans la commune/municipalité de Pejë/Peć et dans le district de Pejë/Peć. Selon le recensement kosovar de 2011, elle compte 1 272 habitants.

## Démographie

### Évolution historique de la population dans la localité
| 1948 | 1953 | 1961 | 1971 | 1981 | 1991 | 2011 |
| ---- | ---- | ---- | ---- | ---- | ---- | ---- |
| 374  | 426  | 515  | 570  | 610  | 631  | 406  |

|  |

### Répartition de la population par nationalités (2011)
En 2011, les Albanais représentaient 93,35 % de la population et les Égyptiens 6,65 %.